# Steins;Gate
A Steins;Gate (シュタインズ・ゲート; Sutainzu Géto; Hepburn: Shutainzu Gēto) japán visual novel, amelyet a 5pb. és a Nitroplus készített. Kezdetben csak Xbox 360 konzolra jelent meg 2009. október 15-én, később Microsoft Windows platformra 2010. augusztus 26-án, PlayStation Portable kézi konzolra 2011. június 23-án és PlayStation 3 konzolra 2012. május 24-én jelent meg ez a játék. A Steins;Gate a két cég második közös projektje, korábban a Chaos;Head című visual novel kapcsán dolgoztak együtt. A fejlesztők a játékot tudományos feltevésekkel teli kalandjátékként jellemezték. A játék történetvezetése nem lineáris, így a játékos választásaitól függően eltérő cselekményszálak bontakozhatnak ki.
A Steins;Gate Tokió Akihabara nevű városrészében játszódik, a történet szerint néhány fiatalnak sikerült egy olyan eljárást kifejlesztenie, ami lehetővé tette, hogy SMS segítségével üzeneteket küldjenek a múltba, ez pedig a későbbiekben számos problémához vezet. Főként az egybefonódó cselekményszálakat és a szereplőhöz illő szinkronhangokat dicsérték. Később a játékból manga és anime feldolgozás is készült, illetve újabb játékok is megjelentek és egy egész estés Steins;Gate-mozifilmet, a Steins;Gate: Fuka rjóiki no déjà vut is bemutatták. Hivatalos magyar fordítás egyik változat esetében sem készült.

## Játékmenet
A Steins;Gate kevés interakciót követel a játékostól, lévén a játékidő nagy része a képernyő alsó felében megjelenő szöveg olvasásából áll, amiben a főszereplő gondolatai vagy más karakterekkel folytatott párbeszédei szerepelnek. A legtöbb visual novelhez hasonlóan a játék bizonyos pontjain olyan döntéseket hozhat a játékos, amik kihatnak a történet további alakulására.
Ezeket jellemzően a mobiltelefonnal való interakció befolyásolja: a játékos a beérkező hívásokat fogadhatja vagy elutasíthatja, az sms-ekben pedig egyes részek alá vannak húzva vagy kék színnel vannak kijelölve, amikre kattintva válaszolhat a szöveges üzenetre. Nem szükséges mindegyikre válaszolni, vannak azonban olyanok, amiket nem lehet megkerülni. A játékos által választott lehetőségek tükrében a későbbiek során a történet eltérően bontakozhat ki.

## Történet

### Bevezetés
A Steins;Gate eseményei 2010 nyarán játszódnak Tokió Akihabara nevű városrészében. A játék tervezője, Sikura Csijomaru elmondása szerint azért választották a történet helyszínül, mert itt könnyen be lehet szerezni mindenféle alkatrészeket, ami kedvezhet az olyan lelkes feltalálóknak, mint a játék szereplői. A cselekmény az időutazás témája köré van felépítve: a főszereplő célja, hogy a múlt befolyásolásával megváltoztassa a jövőben bekövetkező történéseket.

### Cselekmény

A játékos a készüléken megjelenő kék hivatkozásra kattintva válaszolhat az üzenetre. Középen a történet egyik főhőse, Makisze Kuriszu látható.

A történet szerint 2010. július 28-án Okabe Rintaró és Sína Majuri elmennek dr. Nakabacsi előadására az Akihabara Radio Kaikan épületébe, ahol az időgéppel és az időutazással kapcsolatban tart majd sajtókonferenciát. Rintaró plágiummal vádolja a doktort, majd hirtelen odalép hozzá Makisze Kuriszu és megkéri, hogy jöjjön vele, mert kérdezni szeretne valamit. Okabe nem nagyon érti, hogy mit szeretne tőle és kis idő múlva lerázza. Visszamegy Majurihoz, majd egy kiáltást hall. A hang forrásánál megtalálja a lány vérbefagyott holttestét. Darunak, az egyik barátjának SMS-t ír arról, ami történt, amikor viszont elküldi arra lesz figyelmes, hogy egyik pillanatról a másikra az egész városból eltűntek az emberek és ő egyedül maradt. Ezután pedig felnéz és a korábban látott műhold szerű szerkezetet látja, amint az épület tetejébe csapódott, éppen azon részébe, ahol az előadás is meg volt tartva. Nem sokkal később rá kell eszmélnie, hogy valójában az emberek eltűnését csak ő észlelte, senkit sem szúrtak le a Radio Kaikan épületében és az előadás sem lett megtartva a becsapódott műhold miatt. Amikor Darut az SMS-ről kérdezi, kiderül, hogy az valójában múlt héten, július 23-án érkezett meg hozzá, azaz sikerült a múltba üzenetet küldenie. Hasida később feltöri a svájci SERN rendszerét és kiderül, hogy ők is az időutazás lehetőségét kutatják, ám a múltba küldött emberi tesztalanyaik nem élték túl a kísérleteket. A telefonból és a mikrohullámú sütőből álló szerkezettel végzett próbálkozásaikkal rájönnek, hogy hogyan küldhetek üzeneteket a múltba, ezeket D-mail-nek (Dメール; Hepburn: D mēru) nevezik, ami a DeLorean mail rövidítése, utalva a Vissza a jövőbe filmsorozat időgépére. Ezen üzenetek hatására azonban az idővonal jelentősen megváltozik. Később Kuriszu egy olyan szerkezetet talál fel, ami egy személy tudatát képes a múltbeli testébe juttatni.
A SERN azonban tud ezen kísérleteikről, és egy csapatot küld, hogy ellopják a találmányokat, a rajtaütés közben Majuri életét veszti. Rintaró több száz alkalommal hajt végre időugrást, hogy megmentse barátját, ám bárhogy próbál változtatni rajta, minden próbálkozása Majuri halálával végződik. Később kiderül, hogy Szuzuha valójában a John Titor fedőnevet viseli és a jövőből érkezett, ahol minden a SERN irányítása alatt áll és célja, hogy megváltoztassa a múltat, hogy a szervezet ne törhessen világuralomra. Rintaró megpróbál eljutni egy olyan „béta” idősíkra, ahol Majuri nem hal meg, ám ehhez az összes korábban elküldött D-mail hatását vissza kell állítania. Visszaszerzi az IBN 5100-as gépet, amivel a SERN rendszerébe betörve ki tudják törölni Okabe eredeti üzenetéről készült feljegyzéseiket. Amikor a legelső üzenetet kellene visszaállítani, akkor döbben rá, hogy az Kuriszu halálával jár együtt. Bár szeretik egymást, Rintarót arra kéri, hogy mentse meg Majurit, ezzel tulajdonképpen feláldozza önmagát.
Később, amikor eljut a béta idősíkra le van törve Kuriszu elvesztése miatt, ám hirtelen feltűnik Szuzuha, aki ezúttal a harmadik világháború megakadályozása érdekében tért vissza a múltba. Megtudja, hogy a háború csak úgy kerülhető el, ha a lányt nem szúrja le, apja dr. Nakabacsi és nem lopja el lányának feljegyzéseit az időutazásról, hogy azt átadja a SERN-nek. Rintaró ezért visszatér a múltba, ám dulakodásba keveredik a doktorral és véletlenül Kuriszu lesz az áldozata. Visszatérvén a sikertelen küldetés után üzenetet kap jövőbeli önmagától, hogy ez csak azért volt szükséges, hogy csalódottságától vezérelve kitervelje, hogyan menthető meg Kuriszu és azt elmondja múltbeli énjének. Az elmélete szerint, ha becsapja múltbeli énjét és Kuriszu csak eszméletlen lenne, akkor gyakorlatilag a múlt megváltoztatása nélkül befolyásolná az események menetét, ezáltal eljutva a Steins Gate-nek nevezett idősíkra. Rintaró megvédi a lányt, de kénytelen a saját vérét áldozni a siker érdekében. Szuzuha segít neki visszatérni a jelenbe, ahol Kuriszu életben marad, az apja által ellopott feljegyzések pedig elvesznek, ezzel a jövőbeli szörnyűségektől is megmenti a világot.

## Szereplők
Okabe Rintaró (岡部 倫太郎; Hepburn: Okabe Rintarō)
Szinkronhangja: Mijano Mamoru  (japán), J. Michael Tatum (angol), Juhász Zoltán (magyar) 
A Steins;Gate főhőse, a játékos az ő szemén keresztül látja az eseményeket. Okabe egy 18 éves egyetemista, különc és arrogáns személyiség, általában az általa kitalált Hóóin Kjóma (鳳凰院 凶真; Hepburn: Kyōma Hōōin) néven mutatkozik be másoknak és gyakran hivatkozik magára őrült tudósként, amit ördögi nevetéssel nyomatékosít, illetve állandóan laborköpenyt visel. A barátai jellemzően Okarin (オカリン) becenéven szólítják, annak ellenére, hogy ő ragaszkodik az általa felvett névhez. Okabe a "Future Gadget Laboratory" (未来ガジェット研究所; Hepburn: Mirai Gajetto Kenkyūjo) alapítója, kezdetben pedig rajta kívül csak Majuri és Daru szerepel a tagok között. Paranoiás egyén benyomását kelti, gyakran emleget egy bizonyos szervezetet, amelynek ügynökei üldözik őt, valamint szokása a mobiltelefonjába beszélni és jelentéseket tenni, mikor tulajdonképpen senki sincs a vonal másik felén. Az időutazás kapcsán végzett kísérletei során világossá válik, hogy ő az egyetlen, aki képes teljes mértékben megőrizni emlékeit korábbról, miután egy másik idősíkra került, ezt a képességét Reading Steinernek nevezi.
Makisze Kuriszu (牧瀬 紅莉栖; Hepburn: Makise Kurisu)
Szinkronhangja: Imai Aszami  (japán), Trina Nishimura (angol), Nemes Takách Kata (magyar) 
A történet női főhőse. 18 éves, amerikai egyetemre járt és folyékonyan beszél angolul. Rendkívül tehetséges, ám ez az egyik oka, amiért nem jön ki jól édesapjával, aki nem tudja elviselni, hogy lánya túlszárnyalta őt. Okabe mindenféle nevet aggat rá, néha pedig cunderének hívja, amivel könnyen fel tudja bosszantani a jellemzően nyugodt lányt.
Siina Majuri (椎名 まゆり; Hepburn: Shiina Mayuri)
Szinkronhangja: Hanazava Kana  (japán), Jackie Ross (angol), Hermann Lilla (magyar) 
Majuri 16 éves, Okabe gyerekkori barátja. Szeret jelmezeket készíteni, illetve részmunkaidőben a "Mayqueen Nyan2" kosztümös étteremben dolgozik felszolgálóként. Közeli barátai Mayusii (まゆしぃ) néven szólítják, illetve amikor harmadik személyben beszél önmagáról, akkor ő is ezt használja. Amikor valakit üdvözöl, néha kedvesen hozzáteszi, hogy tutturú (トゥットゥルー).
Hasida "Daru" Itaru (橋田・ダル・至; Hepburn: Hashida "Daru" Itaru)
Szinkronhangja: Szeki Tomokazu  (japán), Tyson Rinehart (angol), Seszták Szabolcs (magyar)
Hasida 19 éves, ő a csapat számítógépes szakértője, akit Okabe középiskola óta ismer és ugyanazon az egyetemen is tanulnak, barátja gyakran szuper hackernek vagy becenevén Darunak szólítja. A főhős viselkedését képzelgései és téveszméi miatt gyakran bosszantónak találja. Az egyes dolgokat sokszor kapcsolja valamilyen módon az otaku kultúrához. Rajong Farisért, mondatai pedig gyakran kétértelműek, pajzán utalásokkal.
Kirjú Moeka (桐生 萌郁; Hepburn: Kiryū Moeka)
Szinkronhangja: Gotó Szaori  (japán), Jessica Cavanagh (angol), Berkes Boglárka (magyar)
Moeka 20 éves, zárkózott lány, akivel Okabe az IBN 5100-as számítógép után kutatva találkozik. Nagyon fontos számára a mobiltelefonja és teljesen kikel önmagából, ha valaki elveszi tőle. Jellemzően még akkor is a telefonján keresztül kommunikál másokkal, ha éppenséggel egy lépésre állnak tőle, ezért a főszereplő a Shining Finger (閃光の指圧師(シャイニング・フィンガー); Hepburn: Shainingu Fingā) becenevet adta neki. A történet során azonban a félénk szereplőnek egy másik oldala is felszínre kerül.
Urusibara Luka (漆原 るか; Hepburn: Urushibara Luka)
Szinkronhangja: Kobajasi Jú  (japán), Lindsay Seidel (angol), Csifó Dorina (magyar)
Luka 17 éves, Majuri osztálytársa. Külseje ellenére fiú, de főleg női ruhákat hord. Okabe Lukako (ルカ子) néven szokta szólítani és úgy gondol rá, mint a tanítványára.
Faris Nyannyan (フェイリス・ニャンニャン; Hepburn: Feirisu Nyannyan) / Akiha Rumiho (秋葉 留未穂)
Szinkronhangja: Momoi Haruko  (japán), Jad Saxton (angol), Laudon Andrea (magyar)
A 17 éves Faris a legnépszerűbb felszolgáló abban az étteremben, ahol Majuri is dolgozik. A történet során kiderül, hogy valójában Akiha Rumiho a valódi neve, a családja pedig rendkívül gazdag, egész Akihabara a birtokukban van. Miután apja repülőgép balesetben meghalt, a városrészbe elterjesztette az anime kultúrát, az aranyosság jegyében akarta átszabni a környéket, ő az étterem tulajdonosa is egyben. Mondatai gyakran miaú (ニャン; Hepburn: nyan) szóra végződnek.
Amane Szuzuha (阿万音 鈴羽; Hepburn: Amane Suzuha)
Szinkronhangja: Tamura Jukari  (japán), Cherami Leigh (angol), Tamási Nikolett (magyar)
Szuzuha azért jön Akihabarába, hogy megtalálja édesapját, részmunkaidőben pedig Tennódzsi boltjában dolgozik. A történet szerint 18 éves, kedveli a kerékpározást. Kezdetben Kuriszu iránt ellenségesen viselkedik. Ő a Steins;Gate: Bókan no Rebellion című manga főszereplője.
Tennódzsi Júgo (天王寺 裕吾; Hepburn: Tennōji Yūgo)
Szinkronhangja: Teraszoma Maszaki  (japán), Christopher Sabat (angol), Schneider Zoltán (magyar)
Okabe tőle bérli a lakást, melyet a laboratóriumának nevezett ki. Mivel kedveli a CRT televíziókat, ezért egy erre szakosodott javítószervizt nyitott, mely ugyanabban az épületben található, ahol a bérlakás, illetve ugyanitt él együtt kislányával is. Okabe mindig csak Mr Braunnak szólítja, utalva a katódsugárcső feltalálójára, Karl Ferdinand Braunra. A játék történetében kisebb szerepet játszik, ám a Steins;Gate: Onsuu no Braunian Motion (Braunian Motion of Love and Hate) című mangának ő a főszereplője.
Tennódzsi Nae (天王寺 綯; Hepburn: Tennōji Nae)
Szinkronhangja: Jamamoto Ajano  (japán), Brina Palencia (angol), Engel-Iván Lili (magyar)
Júgo lánya, aki jó barátságban van Majurival. A Robotics;Notes című visual novelben már felnőttként szerepel.

## Fejlesztés
A Steins;Gate a 5pb. és a Nitroplus második közös munkája a Chaos;Head című visual novel után. A játék tervezését Sikura Csijomaru, a 5pb. vezetője irányította. A karaktereket Fuke „Huke” Rjóhei tervezte, míg a játékban található szerkezetek kidolgozásáért Sh@rp felelt. A történetét Hajasi Naotaka és Simokura Vio közösen alkotta, Matszuhara Tacuja a produceri feladatokat látta el, a fejlesztés művészeti vezetője pedig Pehara Toszó lett. A zenét Abo Takesi és Iszoe Tosimicsi közösen komponálták. Sikura, Hajasi, Matszuhara, Abo és Iszoe már a Chaos;Head fejlesztésénél is együtt dolgoztak.
A játék megjelenése előtt egy teaser oldal tűnt fel a 5pb. honlapján, ami egyszerűen csak Project S;G néven hivatkozott a játékra, mint a 5pb. and Nitroplus leendőbeli közös alkotására. A Nitroplus 10. évfordulóját ünneplő oldalon is feltűnt a játék. Matszuhara, aki korábban a Chaos;Head producere volt, azt nyilatkozta, hogy a játék helyszíne Akihabara lesz és ez lesz a második a tudományos témájú játékaik sorában. 2009. június 12-én lejárt a 5pb. oldalán feltűnt visszaszámláló és ekkor tűnt fel először a Steins;Gate név is.
Matszuhara ötlete volt a „phone trigger” rendszer is, kezdetben pedig ez a játékos saját telefonjával állt volna kapcsolatban, ám ez nem állt volna teljes összhangban a Japánban érvényben lévő személyiségi jogi törvényekkel, így ezt végül elvetették. Bár Sitakura közvetlenül nem vett részt a történet megírásában, Hajasi elmondási szerint mégis sokat segített a cselekmény egészére nézve, illetve a játék második felének megírásánál, illetve a történet időutazással kapcsolatos részeinél. Hajasi ugyan nem szerette volna, ha a forgatókönyvbe újra és újra azonos szövegek kerülnének, ez azonban az időutazásos motívum miatt elkerülhetetlen volt, ezért megpróbálta a cselekmény egészének változására helyezni a hangsúlyt és arra, hogyan tárulnak fel belőle újabb részletek. Emellett, amikor Sikura először elmondta neki a játék időutazásos koncepcióját, aggodalmát fejezte ki felé, mert a témát már lerágott csontnak gondolta.
Majuri szinkronhanja, Hanazava Kana örült, hogy szerepet kapott a játékban, mert úgy tartotta ritkán van alkalma ilyen komoly játékban szerepelnie. Úgy gondolta a játékosok inkább izgalmasnak, mint ijesztőnek fogják találni a játékot és olvasásra fogja ösztönözni őket.

### Megjelenés
A Steins;Gate 2009. szeptember 18-án került aranylemezre, az Xbox Live rendszerében arany tagsággal rendelkező játékosok 2009. október 7-én tölthették le a játék demóját, míg a többieknek október 14-éig kellett várniuk. A kipróbálható verzióba a prológus és az első fejezet került bele. 2009. október 15-én jelent meg a játék, illetve annak limitált változata Xbox 360 konzolra. Utóbbi esetében a játékon túl egy "Future Gadget #3 Lie Detector" nevű szerkezet került a dobozba, valamint egy kisebb méretű, keményfedeles művészeti album, ami az illusztrációk mellett információkat tartalmazott a játék világáról, illetve a készítők megjegyzéseit is el lehetett olvasni.
2010. augusztus 26-án jelent meg a játék Windows platformra.
A PlayStation Portable változat 2011. június 23-án került a boltokba és tartalmazta a korábban Xbox 360-ra megjelent letölthető tartalmakat, valamint új nyitó és záró videókat kapott. IOS rendszerekre 2011. augusztus 25-én jelent meg.

### Folytatások
A játéknak eddig két folytatása jelent meg Xbox 360 konzolokra Steins;Gate: Hiyoku Renri no Darling és Steins;Gate: Henikuukan no Octet címmel. Előbbit 2011. június 16-án adták kis és hasonlóan a Chaos;Head Love Chu Chu! című visual novelhez, ez is eltávolodott az eredeti történettől és inkább a komikus hangnem volt rá a jellemző.
A Steins;Gate: Henikuukan no Octet 2011. október 28-án jelent meg és az eredeti történet lezárása után játszódott, különlegessége, hogy a retro jegyében született meg: a 8 bites számítógépek grafikájára emlékeztető stílus, parancsszavak által vezérelt interakciók, a szinkronhangok hiánya és a chiptune zene jellemezték a játékot. A történet szerint Rintaró a 2025-beli önmagától kap D-mailt, amiben a világ megmentésére kéri a főhőst.
A Steins;Gate: Szenkei kószoku no Phenogram 2013. április 25-én jelent meg Xbox 360 és PlayStation 3 platformra. A játék nemcsak Okabe, hanem több labortársa szemszögéből is bemutatja a történéseket. 2013. november 28-án PlayStation Vitára is kiadták.

## Médiamegjelenések

### Internetes rádió
A Steins;Gate népszerűsítésére egy internetes rádió indult Steins;Gate Radio Future Gadget Radio Show (Steins;Gate ラジオ　未来ガジェット電波局; Hepburn: Steins;Gate Rajio Mirai Gajetto Denpakyoku) néven 2009. szeptember 11-én. Az adásokat minden pénteken közvetítették az interneten keresztül a HiBiKi rádióállomásról. A játék két főhősnőjének a szinkronhangja, Imai Aszami és Hanazava Kana vezette a műsort, vendégként feltűntek más szereplők szinkronhangjai is. Az utolsó adás 2009. október 30-án került adásba. 2009. december 29-én CD-n formájában jelent meg egy speciális kiadás egy Comic Market rendezvényről Momoi Haruk (Feiris) tolmácsolásában. A nyolc rádióadás és a Comiket show a játék zenéit tartalmazó kiadvánnyal egy csomagban jelent meg 2010 február 3-án. Az internetes adásokat MP3 formában rögzítették.

### Manga
2009. szeptember 26-án elkezdték készíteni a játék alapján születő mangát, ami a Media Factory Gekkan Comic Alive című kiadványának novemberi számában jelent meg. Bár a manga hamarabb jelent meg a visual novelnél, történetét a játék inspirálta.
Jelenleg négy mangasorozat fut párhuzamosan, melyek a történet mellékszálait dolgozzák fel. A Steins;Gate: Bókan no Rebellion (STEINS;GATE 亡環のリベリオン; Hepburn: Shutainzu Gēto Bōkan no Reberion, ’"Steins;Gate: Death Ring Rebellion"’) első része 2010 februárjában jelent meg a Mag Garden Gekkan Comic Blade című magazinjában, a rajzokat Mizuta Kendzsi készíti, a történetet pedig Amane Szuzuha szemszögéből mutatja be.
A Mizogucsi Takesi által illusztrált Steins;Gate: Onsú no Braunian Motion (STEINS;GATE 恩讐のブラウニアンモーション; Hepburn: Shutainzu Gēto Onshū no Buraunian Mōshon, ’"Steins;Gate: Love/Hate Braunian Motion’) a Famicú Comic Clear internetes magazinjában jelenik meg és Tennódzsi Júgo történetét meséli el.
A Steins;Gate: Sidzsó Szaikjó no Slight Fever (STEINS;GATE 史上最強のスライトフィーバー; Hepburn: Shutainzu Gēto Shijō Saikyō no Suraito Fībā, ’"Steins;Gate: The World's Strongest Slight Fever"’)2011 februárjában indult a Comptiq magazinban, majd októbertől már a Gekkan Sónen Ace hasábjaiban jelent meg. Az illusztrációkért Morita Juzuhana felelt, a történet középpontjában pedig Makisze Kuriszu áll. A Steins;Gate: Hijoku Renri no Sweets Honey (STEINS;GATE 比翼恋理のスイーツはにー; Hepburn: Shutainzu Gēto Hiyoku Renri no Suītsu Hanī) című manga 2011 augusztusában indult a Comic Blade magazin hasábjain belül és a fan disc-en elmesélt események után játszódik. A dráma CD manga adaptációjának első része 2012 májusában jelent meg a Shueisha Ultra Jump című magazinjában. A történetet Kuirszu szemszögéből ismerheti meg az olvasó, az illusztrációkért Nariie Sinicsirou felelt.
A Steins;Gate! (しゅたいんず・げーと) című, komikusabb jellegű manga a Media Factory Gekkan Comic Alive magazinjának 2011 márciusi számában jelent meg először, az illusztrációkat Nini készítette.
2010. február 26-án egy könyv is megjelent az Enterbrain kiadásában, ami többek között a játék háttértörténetéről tartalmazott információkat.

### Dráma CD
Három dráma CD jelent meg eddig, 2010. május 31-én, április 28-án és június 2-án. Az első ezek közül a tizedik fejezetet mutatja be, Kuriszu szemszögéből.

### Anime

A Steins;Gate néhány főszereplője az animében

2010. július 25-én Sikura Csijomaru twitteren keresztül jelentette be, hogy készül a játék történetét feldolgozó anime. Az adaptációról további részletekre a Newtype és a Comptiq 2010 szeptemberi számában derült fény. A 2012. február 22-én megjelent az anime utolsó DVD lemeze is, amire egy OVA is felkerült az extrák közé. Az animeadaptációt a White Fox készítette és 2011. április 6-a és szeptember 14-e között sugározták Japánban. A rendezője Hamaszaki Hirosi és Szató Takuja volt, segítségükre volt még Hanada Dzsukki, míg a zenét Abo Takesi és Jun Murakami szerezte. A sorozat végén bejelentették az egész estés film érkezését is, amit 2013. április 20-án mutattak be a japán mozik. Az Észak-Amerikára vonatkozó forgalmazási jogokat a Funimation Entertainment vásárolta meg. A Manga Entertainment pedig bejelentette, hogy megszerzik a licencet az Egyesült Királyságra, miután az angol szinkron elkészül hozzá. A kiadás két részleteben történt, 2013. július 15-én és szeptember 30-án.
Az anime nem hivatalos, magyar nyelvű szinkronizált változatát a DragonHall+ rajongói csapat készítette el hivatásos szinkronszínészek közreműködésével. Premierjére a csapat online televízióján, a DragonHall TV-n kerül sor 2023. szeptember 12-én.

### Animációs film
Egy filmadaptáció érkezését az animesorozat végén jelentették be. A mozifilm egy eredeti történetszálat mesél el, ami a sorozat eseményei után játszódik és a Steins;Gate: Fuka rjóiki no déjà vu (劇場版 シュタインズ・ゲート 負荷領域のデジャヴ; Hepburn: Gekijōban Shutainzu Gēto Fuka Ryōiki no Dejavu) címet kapta. 2013. április 20-án mutatták be a japán mozik.

### Zene
A Steins;Gate négy betétdallal rendelkezik: a nyitózene Sky Clad no kanszokusa (スカイクラッドの観測者; Hepburn: Sukai Kuraddo no Kansokusha), az első és a második záróbetét az Another Heaven és a Unmei no Farfalla (運命のファルファッラ; Hepburn: Unmei no Farufarra)", valamint a Technovision. A harmadik kivételével -mely Szakakibara Juihoz kötődik- mindet Itó Kanako énekli. A Technovision feltűnt a 2009. augusztus 26-án megjelenő Stargate című albumán is. A Sky Clad no kanszokusa zeneszerzője Sikura Csijomaru, míg az Another Heaven című dalé Szuda Josihiro volt. Előbbi 2009. október 28-án kislemez formájában is megjelent. 2009. november 29-én Hajasi Tacuhi Unmei no Farfalla című dala is kislemezként jelent meg. 2010. február 3-án a játék zenei anyaga két lemezen jelent meg, a csomaghoz pedig hozzátartozott az internetes rádióadásokat tartalmazó CD is. Az összes háttérzene, a vokális részek rövidített változatai, valamint a Gate of Steiner zongorára komponált változata is felkerült a korongra. A negyedik epizódban felcsendül az Afilia Saga East Vatasi Love na otome! című száma, továbbá ők énekelték a Steins;Gate folytatásának nyitóbetétjét.
Az anime nyitódala a Hacking to the Gate, melyet Itó Kanako énekel, az epizódok végén hallható Tokicukaszadoru dzsúni no meijaku (刻司ル十二ノ盟約) című számot pedig Szakakibara Jui (FES) énekli. Az anime 2011. július 27-én megjelent második Blu-ray kiadásának korlátozott példányszámú változata mellé az anime zenei anyagát is mellékelték.

### Társasjáték
A projektben látott Rainet játékot a GigasDrop valósította meg, Japánban 2011. december 28-án jelent meg Rainet Access Battlers (雷ネットアクセスバトラーズ; Hepburn: Rainetto Akusesu Batorāzu) néven.

### Egyéb videójátékos megjelenések
Kuriszu és Majuri szerepelnek a 2012. február 23-án PlayStation Portable kézi konzolra megjelent Nendoroid Generation című játékban.
A Phantom Breaker című Xbox 360 konzolra megjelent verekedős játékban Kuriszu és Rimi (Chaos;Head) is választható karakterként szerepeltek. A játék 2011. június 2-án jelent meg Japánban, Észak-Amerikában pedig 2012. június 12-én. A játék spin-offjában, a 2013-ban megjelent Phantom Breaker: Battle Grounds című beat ’em upban Kuriszu az egyik letölthető tartalom megvásárlása után játszhatóvá válik.

## Fogadtatás

### Videójáték
A Steins;Gate megjelenésének hetében 16 434 példányban kelt el, amivel az eladási listák 13. helyéig jutott. A második héten 4253 eladott példánnyal a 28., a harmadik héten eladott 6095 darabbal pedig a 26. helyet szerezte meg. A Steins;Gate a japán Amazon 2008. december 1. és 2009. november 30. között tartó összesítésében a negyedik helyet szerezte meg az Xbox 360 játékok között. A PSP változat az első héten 63 558 eladott példánnyal a második helyre került az eladási listákon. 2011. júniusáig több mint 300 000 Xbox 360, Windows és PSP változatot szállítottak a boltokba.
A Famicú kritikusa, Isii Szendzsi dicsérte a részletes történetet, illetve azt, hogy a kezdetben jelentéktelennek tűnő részletek később is hatással lehetnek a játékra. Mivel a történet alakulását sok tényező befolyásolja, véleménye szerint sok munka lehetett a forgatókönyvét összeállítani. 2009-ben a Famicú a „game of excellence” kategóriában díjazta a játékot.
A 4Gamer.net a Steins;Gate a 428: Fūsa Sareta Shibuya de című játékhoz mérhető, állításuk szerint kevés ilyen gyöngyszemet láttak az elmúlt évek során.
Az ITmedia Gamez kritikusa megjegyezte, hogy a játékosoknak figyelmesnek kell lennie a történet részleteivel kapcsolatban, az ugyanis sok csavarral lepi majd meg a játékost, illetve a szinkronszínészek remek teljesítményét is kiemelte. Felhívta azonban a figyelmet, hogy azon a játékosok véleménye, akinek nem tetszett a kipróbálható változat hangulata, valószínű, hogy a játék további részein sem fog változni.
2011-ben a Famicú szavazásán a hatodik helyre sorolták a legkönnyfakasztóbb játékok listáján. A Square Enix producere Aszano Tomoja is dicsérte a játékot, főleg a szerethető karaktereket és a meglepő történetet, ennek köszönhető végül, hogy a Steins;Gate írója, Hajasi Naotaka lehetett a Bravely Default: Flying Fairy című szerepjáték írója is.

### Anime
Az anime szintén kedvező fogadtatásban részesült. Az Anime News Network A- osztályzatot adott rá, kiemelve a remek történetet. A kritikus, Carlos Santos thriller mesterműnek tartotta, valamint az egyik legjobbnak a sci-fi témájú thrillerek között. Kiemelte a jól kidolgozott időutazásos koncepciót, az emlékezetes szereplőket és a meglepő történeti szálakat.

## Fordítás
Ez a szócikk részben vagy egészben  a   Steins;Gate című angol Wikipédia-szócikk ezen változatának fordításán alapul.  Az eredeti cikk szerkesztőit annak laptörténete sorolja fel. Ez a jelzés csupán a megfogalmazás eredetét és a szerzői jogokat jelzi, nem szolgál a cikkben szereplő információk forrásmegjelöléseként.